# 5-ös számú őrház
Az 5-ös számú őrház (néhol Az 5-ös számú őrház) 1942-ben bemutatott fekete-fehér magyar játékfilm, Bulla Elma, Bihari József és Hajmássy Miklós főszereplésével.

## Története
András vasúti őr és felesége, Zsuzsa az 5-ös számú őrházban lakik. A férj ellenőrző körúton van, mikor a feleségnél megjelenik Török Kálmán jegyző, aki ráismer egykori szerelmére, Zsuzsára: ő volt a kastély szobalánya. András távollétében udvarolni kezd az asszonynak, ám az elküldi őt, mindennek ellenére Kálmán újabb látogatást ígér. Mindeközben a férj a vasúti töltésnél egy elgázolt embert talál, a test mellett a jegyző kalapjával. A vizsgálóbíró több tanúvallomás meghallgatása után úgy gondolja, gyilkosság történt, és annak elkövetésével Andrást vádolja, aki szerinte féltékenységből ölte meg a jegyzőt. Andrást éppen elvezetni készülnek, mikor is megjelenik a jegyző, akinek a kalapját csak a szél fújta el. András újra szabad lesz, és annak ellenére, hogy a jegyző házassági ajánlatot tesz Zsuzsának, az asszony mégis férje mellett marad. 

## Szereplők
- Kasza Péter: Bihari József
- Zsuzsa: Bulla Elma
- Török Kálmán, a jegyző: Hajmássy Miklós
- Orvos: Harasztos Gusztáv
- András: Jávor Pál
- Csendőr: Kelemen Lajos
- Vizsgálóbíró: Lontay István
- Írnok: Pethes Ferenc
- Vizsgálóbíró: Toronyi L. Imre
- Állomásfőnök: Vándory Gusztáv
- Bálozó hölgy: Kökény Ilona
- Járay Ferenc